# Transports en commun de Caen
Twisto est le réseau de transport collectif desservant les communes dans le périmètre de la communauté urbaine Caen la Mer.
Il est exploité par RATP Dev Caen La Mer (RD CLM) dans le cadre d'une délégation de service public.
Le réseau Twisto se compose au 27 juillet 2019 de :
- trois lignes de tramway ;
- 22 lignes régulières d'autobus, deux navettes (une en bus électrique desservant le centre de Caen et celle assurant la liaison avec la gare maritime de Ouistreham), trois lignes Flexo Pro desservant les zones industrielles ;
- cinq zones de transport à la demande (Résago) ;
- sept zones de desserte à la demande en soirée (Flexo) ;
- une ligne circulant les nuits du jeudi au dimanche (Noctibus) ;
- 15 lignes régionales d'autocar en intégration tarifaire ;
- 37 lignes scolaires (réseau complémentaire) desservant les établissements scolaires caennais.

## Histoire
Les premiers moyens de transport en commun à Caen apparaissent en 1865 avec les premiers omnibus hippomobiles ; en 1895, création de la Compagnie des omnibus et transports à chevaux.
De 1901 à 1937, la ville a été traversée par un premier réseau de tramways électriques. Dès 1932, les premiers autobus apparaissent et supplantent progressivement les tramways. Le matériel est détruit en 1944 durant les bombardements.
En 1963, la Compagnie des transports de Caen (CTC) voit le jour. En 1977, elle devient la Compagnie des transports de l'agglomération de Caen (CTAC) tandis que le Syndicat mixte des transports en commun de l'agglomération caennaise (SMTCAC, devenu Viacités) voit le jour et permet d'étendre le réseau à 17 communes.
L'année 1978 voit l'apparition des premiers bus articulés et l'année suivante le dépôt d'Hérouville-Saint-Clair voit le jour.
En 1984, mise en place du système d'aide à l'exploitation (SAE), des bornes d’information dynamique aux arrêts (Top Alex) et d'une correspondance gratuite avec les Bus Verts du Calvados. Cinq ans plus tard, le système Visiobus, composé d'écrans embarqués à bord des véhicules, voit le jour.
Les premiers bus à plancher bas sont mis en service en 1992, puis l'année suivante le parc roule au Diester.
En 2002, le TVR est mis en service, tandis que le réseau se dote d'un nom commercial : Twisto. En 2004, la création de Caen la Mer permet d'étendre le réseau à 29 communes.

## Organisation et exploitation
Jusqu'au 31 décembre 2014, le syndicat mixte Viacités était l'autorité organisatrice de transport urbain (devenue, depuis autorité organisatrice de la mobilité). Regroupant 72 élus de la communauté d'agglomération Caen la Mer et du conseil départemental du Calvados, il était chargé du financement et de l’organisation du réseau de transport collectif dans le périmètre de la communauté d'agglomération.
Viacités a approuvé le plan de déplacements urbains de la communauté d'agglomération Caen la Mer en 2001. Il s'étendait alors sur les 19 communes qui constituaient alors le périmètre des transports urbains.
Le syndicat mixte assurait les fonctions d'autorité organisatrice de transports via trois délégations de service public :
- l'exploitation du réseau urbain et périurbain Twisto, confiée à l'entreprise Keolis Caen (anciennement Compagnie de transport de l'agglomération caennaise ou CTAC), filiale du groupe Keolis ;
- l'exploitation du réseau Twisto Access (transport à la demande et transport de personnes à mobilité réduite) confiée à l'entreprise Caennaise de Services ;
- la Société concessionnaire du transport sur voie réservée de l'agglomération caennaise (STVR) pour l'assemblage du matériel roulant, la réalisation de travaux de voirie et la maintenance des équipements.

Keolis Caen était chargé de l'exploitation des deux lignes de transport routier guidé, mis en service en 2002 et mis hors service en décembre 2017 ainsi que les 73 lignes de bus desservant 1 238 points d'arrêts répartis sur 37 communes. Keolis Caen exploitait également deux des trois parcs relais, gratuits pour les utilisateurs du réseau de transport collectif.
Le réseau employait 660 salariés au 31 juillet 2014.
Au 1er janvier 2015, le syndicat mixte Viacités est supprimé et la communauté d'agglomération Caen la Mer devient l'unique autorité organisatrice de la mobilité sur son territoire.
Le 1er janvier 2017, la nouvelle communauté urbaine Caen la Mer devient de facto l'autorité organisatrice du réseau. La nouvelle intercommunalité compte 15 communes supplémentaires, qui seront desservies dès le 1er février 2017, essentiellement par intégration des lignes Bus verts à la tarification Twisto pour les trajets internes à la communauté urbaine.
Le 1er janvier 2025 RATP Dev Caen la mer prend en charge la gestion du réseau de mobilités Twisto.

## Accessibilité
Conformément aux dispositions prévues par la « loi handicap » de 2005, la communauté urbaine Caen la Mer a progressivement intégré l'accessibilité aux personnes handicapées comme critère lors des appels d'offres renouvelant le matériel roulant. Tous les bus roulant sur le réseau Twisto sont désormais équipés d’un plancher bas et environ de 90 % des bus sont équipés d’une rampe d’accès, actionnée manuellement par le conducteur. En 2014, 60 % des arrêts étaient équipés de quais accessibles de plain-pied[réf. nécessaire]. Ces arrêts sont signalés par un pictogramme. Le tramway est conçu pour être entièrement accessible aux personnes à mobilité réduite.
De plus, les véhicules ont progressivement été équipés de bornes de système d'aide à l'exploitation et à l'information voyageurs (SAEIV). Pour les usagers, cet équipement se traduit par la pose d'écrans d'information et d'un système d'annonces sonores à bord des véhicules et aux arrêts, permettant aux usagers déficients visuels de suivre, en temps réel, la progression du véhicule sur la ligne.

### Les télécommandes
Elles permettent d'activer des annonces sonores d'information de la ligne à l'extérieur et à l'intérieur des véhicules :
- À l'extérieur des véhicules : à l'arrivée du bus à l'arrêt et lorsque les portes s'ouvrent, en activant le bouton de la télécommande, des haut-parleurs situés à l'extérieur du véhicule annoncent la ligne et le prochain arrêt. Cela indique également au conducteur qu'il doit prêter une attention particulière à la personne pour l'aider, la guider, etc. L'utilisateur doit être à moins de 3 mètres de la porte avant afin de pouvoir entendre ce que dit l'appareil ;
- À l'intérieur des véhicules, lorsque le bus roule, la télécommande permet de répéter les annonces sonores déjà existantes dans le bus : ligne, destination, arrêt en cours et prochain arrêt.

### Le service Twisto Vélolib
Lancé le 31 janvier 2018, le service Vélolib consiste à emprunter un vélo à une station pour le déposer à une autre.
Au 1er juillet 2019, le service se compose de 22 stations, cinq véloparks et de 220 vélos.
Au 1er juillet 2025, l'entièreté de la flotte est remplacée par une flotte Fifteen qui comprend 60 stations, 400 vélos électriques,.

### Le service d'autopartage
Lancé en décembre 2018 le service d'autopartage est un service classique : le véhicule emprunté doit être retourné à son emplacement de départ à l’issue de son utilisation.
Le service est composé de 9 véhicules dont 3 Renault ZOE et 6 véhicules thermiques essence.

### Le service Twisto Access
Les personnes à mobilité réduite qui ne peuvent pas utiliser le réseau Twisto peuvent emprunter le réseau adapté Twisto Access qui propose des déplacements de porte à porte, à la demande et sur réservation. Jusqu'au 1er janvier 2018, ce service était nommé Mobisto.
Le service Twisto Access dispose de 7 véhicules adaptés pour réaliser tous types de déplacements : travail, scolaire, étudiant, loisirs, courses, médecin, soins, etc. Le service est disponible tous les jours de 7 h à minuit sauf le 1er mai.

## Le réseau

### Le tramway

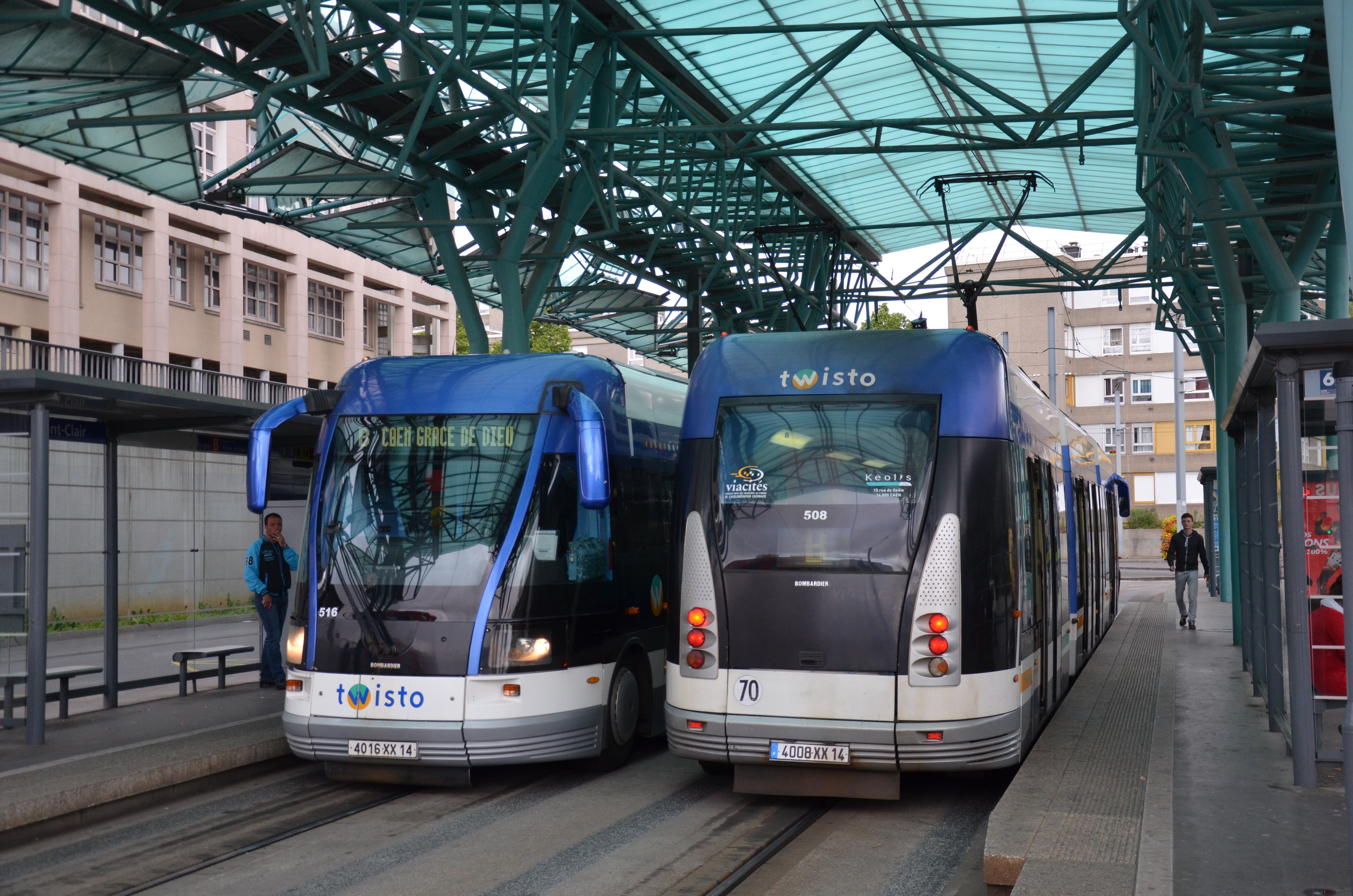
Rames du transport léger guidé de Caen, de 2002 à 2017

Le 18 novembre 2002, le réseau Twisto se dote d'une « colonne vertébrale », le TVR, comprenant deux lignes A et B de 15,7 km avec un important tronc commun de 15 stations. Ces lignes sont exploitées à l'aide de 24 rames sur pneus sont de type TVR du constructeur Bombardier, circulant intégralement en mode guidé en exploitation commerciale (contrairement aux rames du réseau de Nancy) et transporte en moyenne environ 45 000 personnes par jour. Elles desservent les quartiers et les équipements majeurs de l'agglomération caennaise, à raison d'une rame toutes les 8 minutes, soit une rame toutes les 4 minutes sur le tronc commun entre les stations Poincaré et Copernic.
Il est arrêté définitivement le 31 décembre 2017 à 20 h afin de permettre sa transformation pour devenir le tramway en 2019,.
Les lignes de bus qui se substituent au TVR le temps des travaux sont exploitées entre autres par des autobus articulés (Renault Agora L, Mercedes Citaro G C2, Irisbus Citelis 18 et quelques Irisbus Crealis 18).
Le nouveau tramway de Caen est mis en service le 27 juillet 2019. Composé de trois lignes (T1, T2 et T3) et totalisant 16,2 km, il comporte un tronc commun où passent les trois lignes et reprend le tracé du TVR à quelques exceptions près comme au campus 2 de Caen où la nouvelle infrastructure ne pénètre pas dans le campus. La longueur additionnée des lignes est de 22,6 km. Il est exploité à l'aide de 36 rames Alstom Citadis 305.
En octobre 2019, le réseau comptabilisait quelque 86 000 voyageurs par jour.
Ligne de Tramway
- HEROUVILLE Saint-Clair ↔ IFS Jean Vilar
- CAEN Campus 2 ↔ CAEN Presqu'île
- CAEN Château - Quatrans ↔ FLEURY Hauts de l'Orne

### Les autobus
Avec la mise en service du nouveau tramway de Caen le 27 juillet 2019, le réseau de bus est réorganisé et en partie renuméroté (les navettes entreprises par exemple).
Le nouveau réseau est articulé autour de six lignes principales (1 à 6) dont une circulaire (la 6) reprenant notamment les « Lianes » (Lignes à niveau élevée de service), mises en service en 2009. Le réseau se compose de nombreuses lignes régulières, dont trois doublées par des services express en heures de pointe, desservant l'ensemble de la communauté urbaine, d'un service de transport à la demande (Résago), d'un réseau de soirée (Flexo et Noctibus) et de lignes spécifiques (scolaires, navette de centre-ville, desserte des zones industrielles Flexo Pro, desserte de la gare maritime, etc.).
Lignes de Bus
- CAEN Chemin Vert ↔ MONDEVILLE C. Commercial
- CAEN Mémorial ↔ CAEN Beaulieu Brazza
- CARPIQUET Aéroport ↔ IFS Jean Vilar
- HEROUVILLE C. Commercial ↔ IFS Jean Vilar
- HEROUVILLE Sphère ↔ CAEN Théâtre
- HEROUVILLE Saint-Clair ↔ HEROUVILLE Saint-Clair
- CAMBES le Parc / BIÉVILLE ZA au Village ↔ CAEN Théâtre
- CAEN CHU (temporairement limité à Hérouville Sphère) ↔ CAEN Poincaré
- SAINT GERMAIN Place des Canadiens ↔ COLOMBELLES Mairie
- BLAINVILLE Parc / Terre d’Avenir ↔ MONDEVILLE Charlotte Corday
- CUVERVILLE Champ Picot ↔ BRETTEVILLE Koenig
- LION SUR MER Haut Lion ↔ CAEN Gare SNCF
- BLAINVILLE Parc ↔ CAEN Bellivet
- CUVERVILLE Champ Picot ↔ CAEN Théâtre
- LION SUR MER Haut Lion ↔ CAEN Gare SNCF
- ROTS Bonny ↔ CAEN Calvaire St-Pierre
- SAINT GERMAIN Ardenne ↔ MONDEVILLE Village Oxylane
- LION SUR MER Plage ↔ CAEN Calvaire Saint-Pierre / Tour Leroy
- CAIRON Château / VILLONS Norvège ↔ LOUVIGNY Michelet
- CAEN Gare SNCF ↔ MONDEVILLE C. Commercial
- TROARN Bures ↔ CAEN Gare SNCF
- TOURVILLE Val d'Odon ↔ CAEN Tour Leroy
- MATHIEU Sureaux / Le Londel ↔ CAEN Calvaire Saint-Pierre
- SAINT-ANDRE Luxembourg ↔ CAEN Lycée Fresnel
- ÉTERVILLE ↔ CAEN Théâtre
- CAEN Palais des Sports ↔ CAEN Palais des Sports via le centre-ville de Caen
- Noctibus

Services de transport à la demande : Twisto Flex, Résago et Flexo Pro.
Lignes complémentaires : Lignes 100 à 138.

### Les véhicules
Les bus ayant assuré le service transitoire durant la transformation du TVR en tramway disposaient d'une livrée spécifique orange et bleu et des bus d'occasion provenant de Tours, Rennes ou encore Brest et ont été achetés afin de répondre aux besoins et à l'augmentation temporaire de la flotte.(État de parc https://businfo14.wixsite.com/histo14bus/twisto)

#### Tramways
- 36 Alstom Citadis 305 nos 1001 à 1036

#### Minibus
- 2 Vehixel Cytios 3/23 nos 60 à 61
- 7 Dietrich City 23 nos 50 à 56

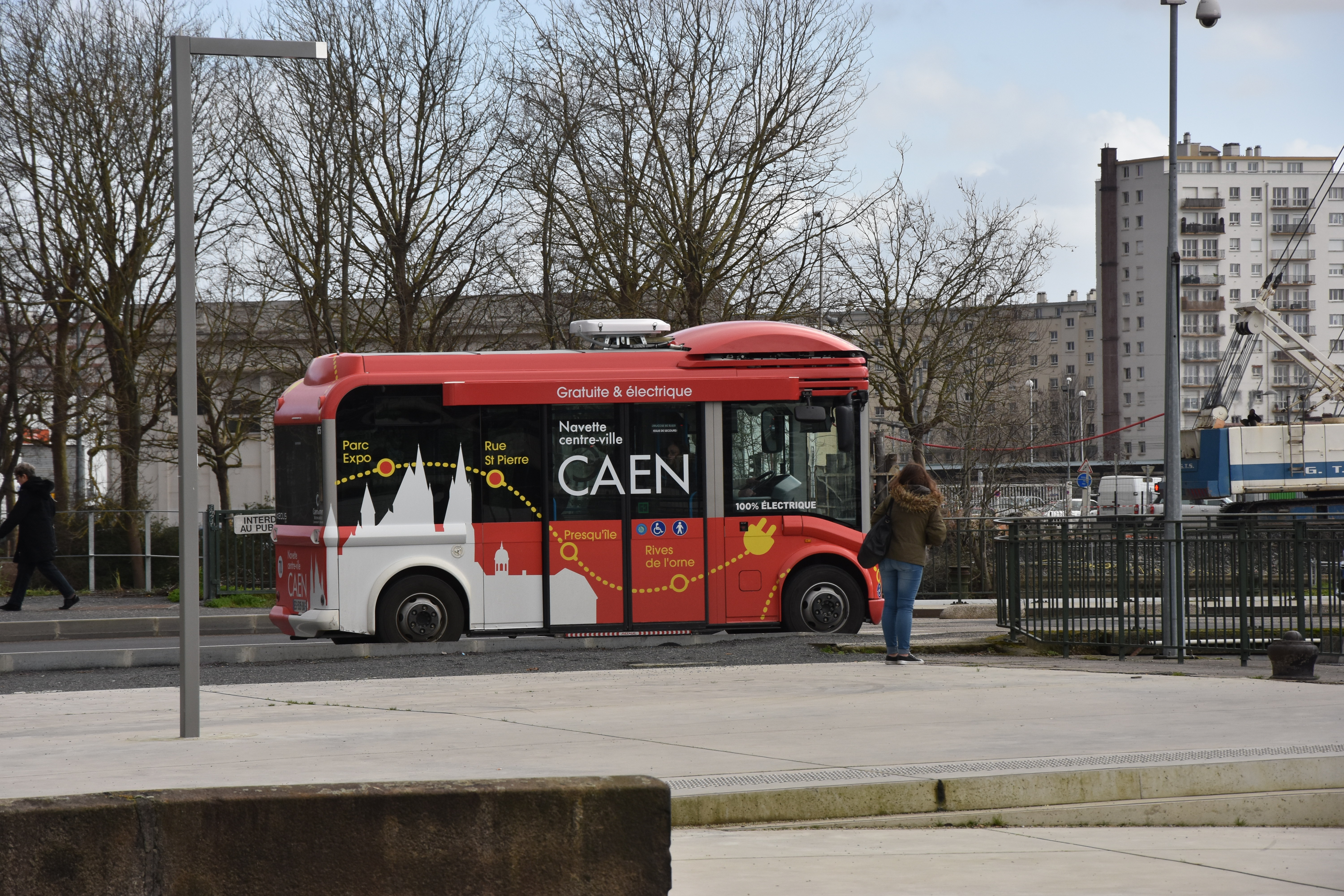
Un Bolloré Bluebus 6 m sur la navette de Caen.

- 1 Bolloré Bluebus 6 m nos 72 pour la navette de centre-ville[16]
- 4 Bolloré Bluebus 6 Facelift nos 3201 à 3204, également pour la navette de centre-ville

#### Midibus
- 1 Heuliez GX 127 nos 96
- 8 Heuliez GX 137 nos 91 à 94, 99 et 190 à 192

#### Standards
- 6 Heuliez GX 327 nos 152,153,155,157,159,163

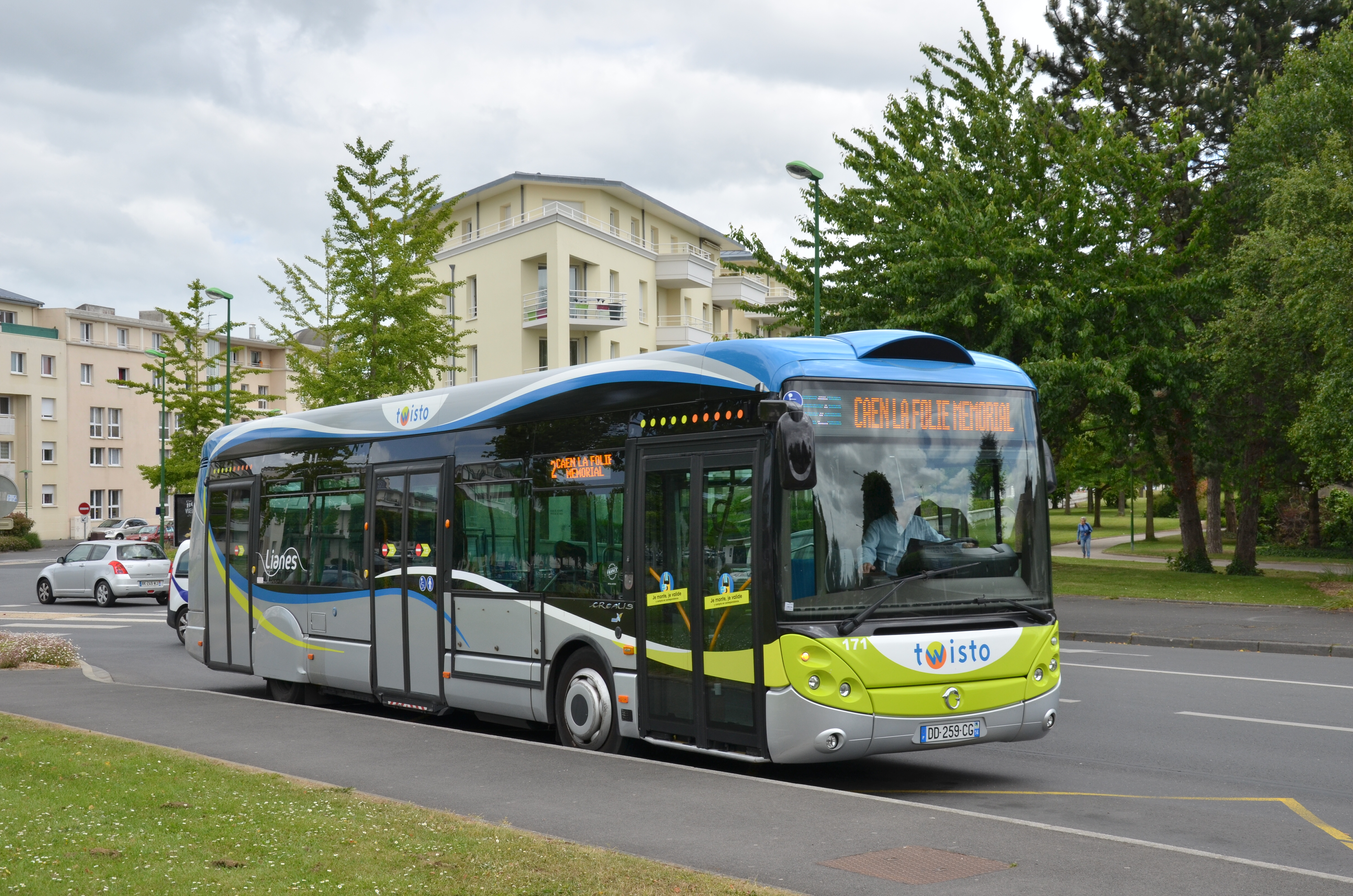
Irisbus Crealis 12 sur la ligne 2.

- 17 Irisbus Crealis 12 nos 171 à 186, 188 et 189 (187 détruit par un incendie en 2017[17])
- 5 Iveco Bus Urbanway 12 nos 402 à 406
- 18 Mercedes-Benz Citaro C2 nos 410 à 427
- 2 Mercedes-Benz Citaro C2 LE nos 546 et 547
- 50 Mercedes-Benz Citaro C2 NGT nos 5201 à 5241, 7201 à 7209
- 20 Scania Citywide LF II GNV nos 5242 à 5261

#### Autocars
Exploités par Autocars Delcourt.
- 2 Irisbus Crossway LE Line nos 287, 288,
- 1 Irisbus Crossway Line nos 313
- 4 Iveco Bus Crossway LE Line nos 542 à 545

#### Articulés
- 3 Heuliez GX 427 nos 330 à 332

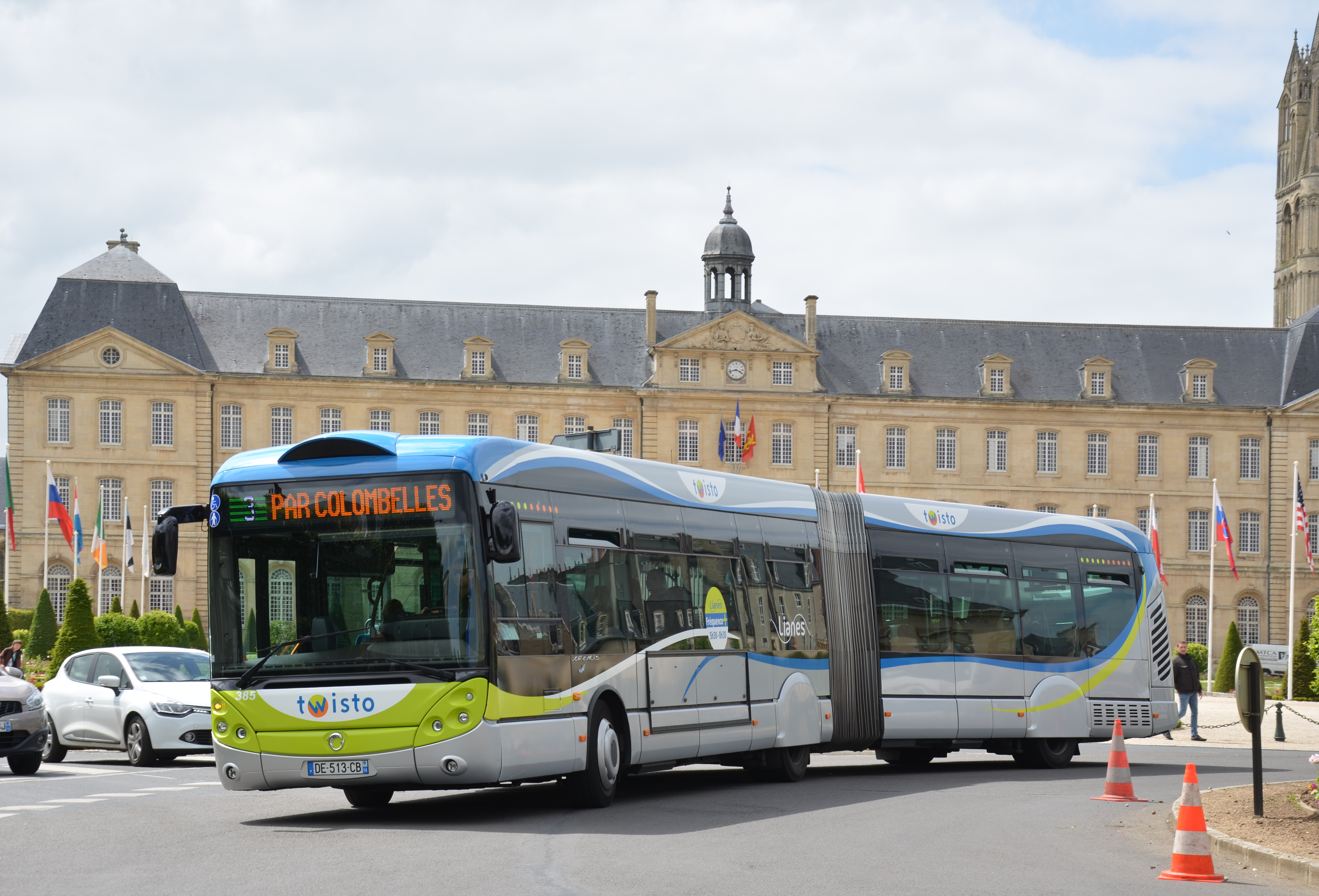
Irisbus Crealis 18 devant l'Hôtel de Ville de Caen.

- 7 Irisbus Citelis 18 nos 360 à 365 et 397 (remplace le 377)
- 21 Irisbus Crealis 18[18] nos 369 à 376 et 378 à 390 (377 détruit par un incendie en 2024)
- 12 Mercedes-Benz Citaro G C2 nos 450 à 461
- 3 Scania Citywide LFA II GNV nos 6201 à 6203

## La billettique

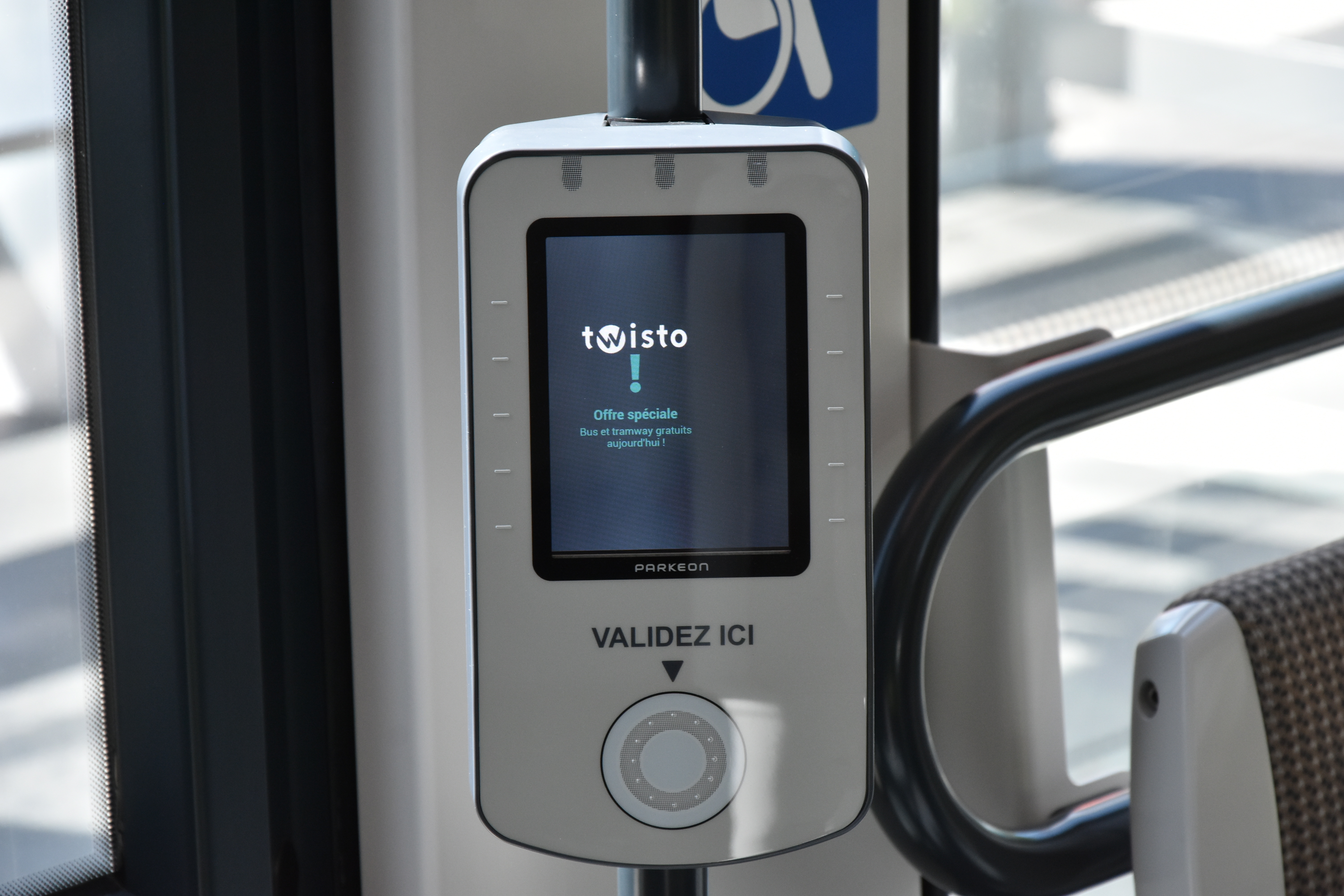
Valideur de marque Parkeon utilisé sur le réseau Twisto.

Le 5 novembre 2018, la billettique est modernisée : les abonnements reposent sur la carte Atoumod de la région Normandie et les tickets magnétiques sont remplacés par des billets rechargeables.
Cette carte régionale permet de voyager a travers tous les réseaux de transport de la Normandie (sauf Cherbourg).

## Polémique
L'entreprise exploitant le réseau Twisto, Keolis Caen, est connue pour avoir collaboré avec la Préfecture du Calvados dans la localisation et l'arrestation de migrants.
En avril 2016, une note interne est rendue publique où il est expressément demandé aux contrôleurs de la ligne de bus 61 de l'époque — le réseau ayant été modifié depuis —, assurant la liaison Caen-Ouistreham, d'effectuer un comptage des migrants. Un tableau de comptage leur est remis dont ils ont pour mission de remplir deux colonnes intitulées : "Nombre de migrants contrôlés" et "Nombre de migrants verbalisés". Cet épisode a fait l'objet d'une forte médiatisation, et suscité la réaction d'un collectif local de soutien aux migrants. Contactés par les salariés, les élus CGT ont porté l'affaire au CHSCT (comité d'hygiène et de sécurité des conditions de travail) de l'entreprise délégataire.

## Dans la culture

### Association Car-Histo-Bus

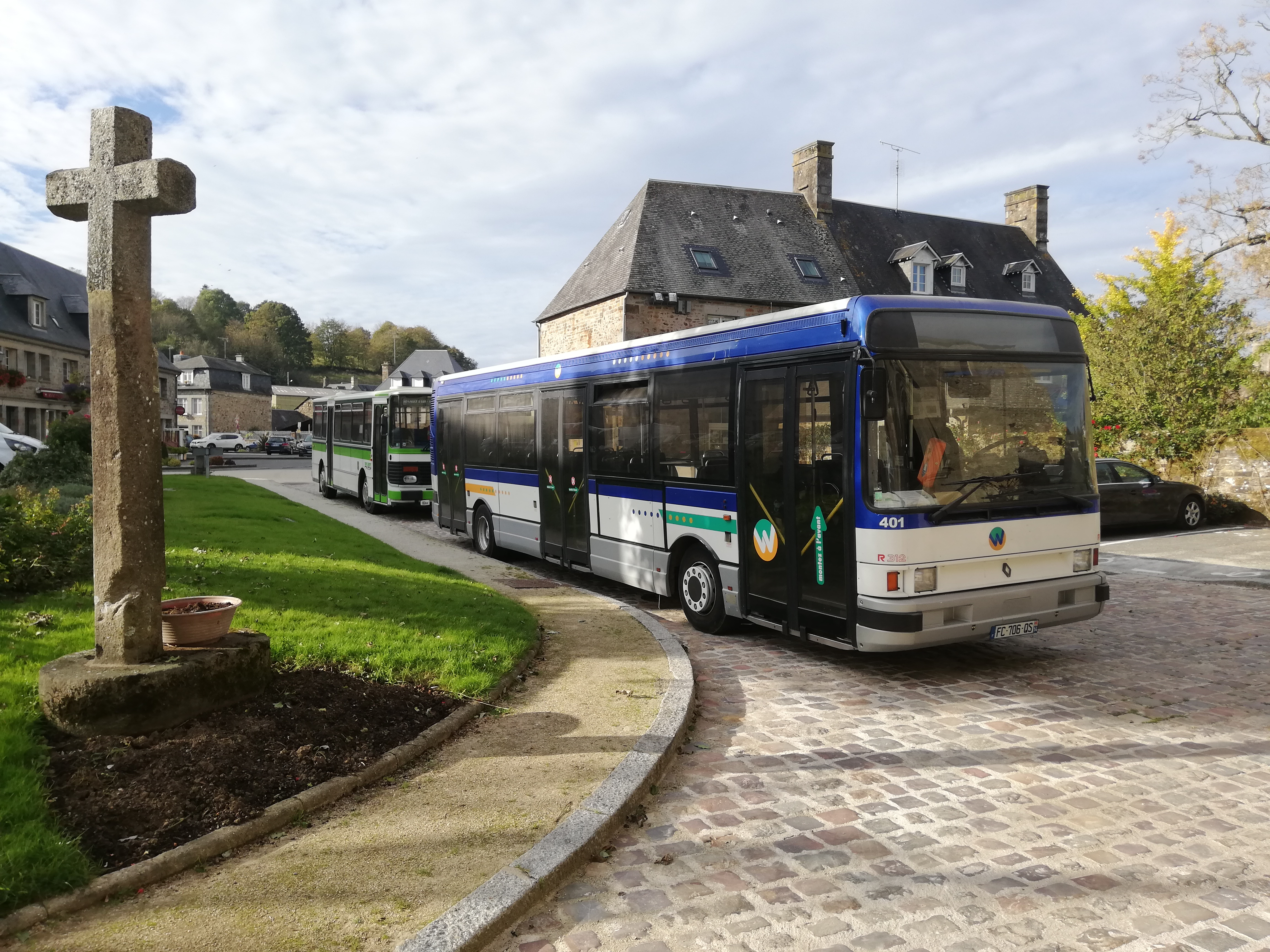
Le Renault R312 no 401 du réseau caennais est conservé depuis 2007 par l’association Car-Histo-Bus.

L’association Car-Histo-Bus dispose de son siège à Caen depuis 2005,, après avoir été basée à Albi depuis sa création en 1986. Elle préserve depuis le 2 mars 2007 le premier Renault R312 de série, qui a circulé sur le réseau caennais de 1987 à 2007 sous le numéro 401,, mais a aussi collaboré à l’écriture de l’ouvrage Caen, ses transports urbains en histoire(s), co-écrit par Martial Leroux et Marc Bernard, paru en 2019 aux éditions La Vie du rail.
En août 2021, le Renault R312 est rendu inutilisable à la suite de la casse du groupe motopropulseur, qui se compose du moteur et de la boîte de vitesses. Après plusieurs mois de réflexion pour trouver une solution, l’association lance un appel à contribution afin de réunir la somme de 10 000 € nécessaire afin de procéder à l’échange standard des pièces défectueuses.